# Myxotrichum deflexum
Myxotrichum deflexum är en lavart som beskrevs av Berk. 1838. Myxotrichum deflexum ingår i släktet Myxotrichum och familjen Myxotrichaceae.   Inga underarter finns listade i Catalogue of Life.